# بين ستافورد
بين ستافورد (بالإنجليزية: Ben Stafford)‏ هو لاعب هوكي الجليد أمريكي، ولد في 18 ديسمبر 1978 في إدينا في الولايات المتحدة.

## وصلات خارجية
- بين ستافورد على موقع دوري الهوكي الوطني (الإنجليزية)
- بين ستافورد على موقع EliteProspects.com (الإنجليزية)
- بين ستافورد على موقع HockeyDB.com (الإنجليزية)